# Горни-Деян
Горни-Деян (серб. Горњи Дејан) — населённый пункт в общине Власотинце Ябланичского округа Сербии.

## Население
Согласно переписи населения 2002 года, в селе проживало 208 человек (все сербы).
| Численность населения | Численность населения | Численность населения | Численность населения | Численность населения | Численность населения | Численность населения | Численность населения |
| 1948                  | 1953                  | 1961                  | 1971                  | 1981                  | 1991                  | 2002                  | 2011                  |
| --------------------- | --------------------- | --------------------- | --------------------- | --------------------- | --------------------- | --------------------- | --------------------- |
| 840                   | 822                   | 865                   | 593                   | 441                   | 293                   | 208                   | 100                   |

## Известные уроженцы
- Славиша Стоянович — словенский футболист и футбольный тренер.

## Религия
Согласно церковно-административному делению Сербской православной церкви, село относится к Третьему власотиначскому приходу Власотиначского архиерейского наместничества Нишской епархии.